# Вейлер, Абрахам
Абрахам Вейлер (Abraham Weiler; 10 декабря 1908, Россия — 22 января 2002, Нью-Йорк, США) — американский кинокритик газеты «Нью-Йорк таймс».

## Биография
Родился в 1908 году в России, в еврейской семье которая вскоре эмигрировала в США.
Первоначально хотел изучать медицину, но решил поступить в Городской колледж Нью-Йорка.
Поступил на работу архивариусом в газету «New York Times», где позже смог расширить свою репутацию в культурной редакции в основном в качестве кинокритика, с авторской воскресной колонкой, работал в газете более 50 лет, подписывался как A. H. Weiler или A.W..
Занимал пост председателя Ассоциации кинокритиков Нью-Йорка.
Умер в 2002 году в Нью-Йорке в возрасте 93 лет.